# Mannsdorf an der Donau
Mannsdorf an der Donau là một thị trấn ở huyện Gänserndorf thuộc bang Niederösterreich nước Áo. Đô thị Mannsdorf an der Donau có diện tích 10,32 km², dân số năm 2016 là 369 người.